# Castel Abbadessa
Castel Abbadessa (in croato Kaštel Gomilica) è una frazione della città croata di Castelli.
Le origini del centro abitato risalgono a un insediamento monastico dell'XI secolo, poi tramutato nel XVI secolo in una fortificazione contro gli attacchi ottomani.
Il luogo è stato scelto per girare alcune scene della quinta stagione della serie TV Il Trono di Spade.